# Auchmera falsalis
Auchmera falsalis är en fjärilsart som beskrevs av George Francis Hampson 1908. Auchmera falsalis ingår i släktet Auchmera och familjen mott. Inga underarter finns listade i Catalogue of Life.